# Placówka Straży Celnej „Walichnowy”

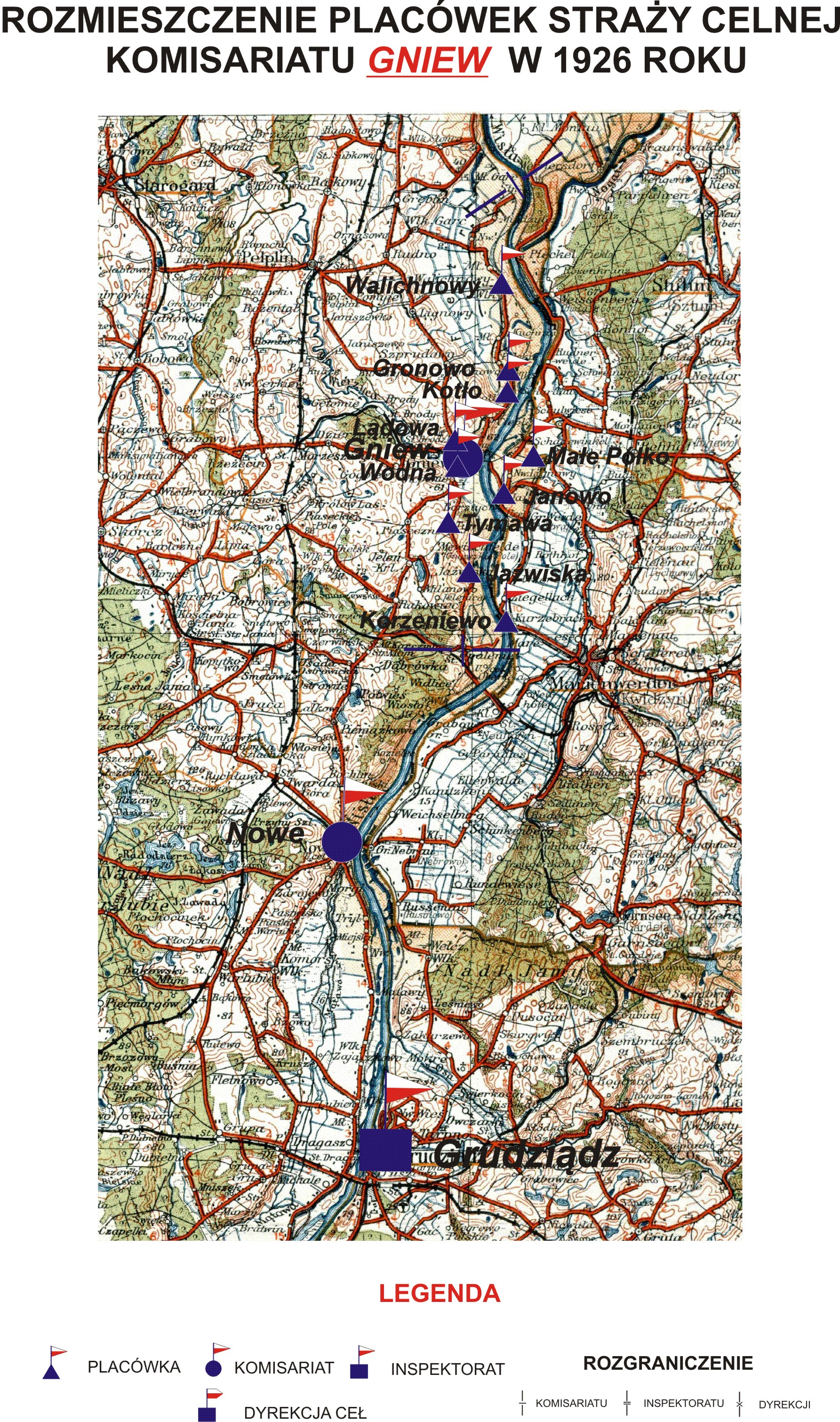
Rozmieszczenie placówek SC komisariatu 'Gniew" w 1926 r.

Placówka Straży Celnej „Walichnowy” – jednostka organizacyjna Straży Celnej pełniąca w okresie międzywojennym służbę ochronną na granicy polsko-niemieckiej.

## Formowanie i zmiany organizacyjne
Na wniosek Ministerstwa Skarbu, uchwałą z 10 marca 1920 roku, powołano do życia Straż Celną. Od połowy 1921 roku jednostki Straży Celnej rozpoczęły przejmowanie odcinków granicy od pododdziałów Batalionów Celnych. W 1922 roku w Gronowie stacjonował sztab 3 kompanii 16 batalionu celnego. Kompania wystawiała między innymi placówkę w Walichnowach. Pododdziały 16 batalionu celnego zostały zluzowane przez strażników celnych 14 marca 1922 roku o godzinie 12:00 . Proces tworzenia Straży Celnej trwał do końca 1922 roku. Placówka Straży Celnej „Walichnowy” weszła w podporządkowanie komisariatu Straży Celnej „Gniew” z Inspektoratu SC „Grudziądz”.
W drugiej połowie 1927 roku przystąpiono do gruntownej reorganizacji Straży Celnej. W praktyce skutkowało to rozwiązaniem tej formacji granicznej. Ochronę północnej, zachodniej i południowej granicy państwa przejęła powołana z dniem 2 kwietnia 1928 roku Straż Graniczna.Rozkazem nr 2 z 19 kwietnia 1928 roku w sprawie organizacji Pomorskiego Inspektoratu Okręgowego dowódca Straży Granicznej gen. bryg. Stefan Pasławski określił strukturę organizacyjną komisariatu SG „Szprudowo”. Placówka Straży Granicznej I linii „Małe Walichnowy” znalazła się w jego strukturze.

## Służba graniczna
Sąsiednie placówki
- placówka Straży Celnej „Gronowo” ⇔ placówka Straży Celnej „Mały Kack” – 1926[10]

## Funkcjonariusze placówki
Kierownicy placówki
| stopień          | imię i nazwisko, numer    | okres pełnienia służby | kolejne stanowisko |
| ---------------- | ------------------------- | ---------------------- | ------------------ |
| starszy strażnik | Władysław Banaszak (2846) | był w 1926             |                    |

Obsada personalna placówki w 1926:
- starszy strażnik Władysław Banaszak (2846)
- strażnik Antoni Tomczak (2744)
- strażnik Franciszek Stróżewski (557)
- strażnik Franciszek Panowicz (2623)